# Adinfer
Adinfer je francouzská obec v departementu Pas-de-Calais v regionu Hauts-de-France. Žije zde 283 obyvatel.

## Geografie

### Sousední obce
| Růžice kompasu |                | Blairville        | Hendecourt-lès-Ransart | Růžice kompasu |
| Růžice kompasu | Ransart        | Sever             | Boiry-Sainte-Rictrude  | Růžice kompasu |
| Růžice kompasu | Ransart        | Adinfer           | Boiry-Sainte-Rictrude  | Růžice kompasu |
| Růžice kompasu | Ransart        | Jih               | Boiry-Sainte-Rictrude  | Růžice kompasu |
| Růžice kompasu | Monchy-au-Bois | Douchy-lès-Ayette |                        | Růžice kompasu |